# 崔紉秋
崔紉秋（？年—1959年2月），山東省臨淄縣人。民國37年（1948年）在青島市選區當選第一屆立法委員

## 經歷
- 民國十四年（1925年），青島國民會議促成會執行委員[1]
- 民國十七年（1928年）11月，中國國民黨泰安縣執行委員會宣傳部長[2]
- 山東模範國小教員[3]、濟南女師附小[4]主任
- 中央婦女運動指導委員會委員[5]
- 中華兒童教育社重慶分社社友[6]
- 民國卅七年（1948年），被選為青島市選區第一屆立法委員[7]，曾出席第一屆立法院第一會期外交委員會、教育文化委員會、法制委員會
- 民國卅八年（1949年）9月19日，隨同立委五十三人發表聲明接受中共領導[8]
- 1950年12月，其夫劉次簫在青島被處決
- 1951年，以奉通緝在案，並經查明於第四會期未報到出席，依法註銷立委名籍[9]
- 1959年正月，在臨淄老家逝世[10]

## 著作
- 《家事常識參考教材》，中國國民黨中央執行委員會婦女運動委員會，民國卅五年
- 「職業婦女的困難」，《婦女月刊》，民國卅四年第5期，第9-10頁
- 「憲法的認識和憲政的準備」，《中央日報》，民國卅三年3月8日
- 「婦女與政治」，《婦女月刊》，民國卅三年第5期，第5-9頁
- 「如此愛情」，《婦女月刊》，民國卅六年第4期，第45-53頁
- 「獻給青年們」，《女青年月刊》，民國卅五年第1期，第7-10頁